# Ly Seppel
Ly Seppel, född 30 april 1943 i Hapsal, är en estnisk barnboksförfattare, poet och översättare.
Hon växte upp i staden Hapsal på Östersjökusten och studerade estnisk filologi vid Tartu universitet samt turkiska språk i Baku och Moskva. Senare studerade hon även psykoterapi i danska Holbæk
Hon är mest känd för sina barnsagor och sina dikter. Förutom det är hon verksam som översättare av framförallt dikter från turkiska, azerbajdzjanska, uzbekiska, kazakiska, tatariska och turkmenska.

### Diktsamlingar
- 1965: Igal hommikul avan peo
- 1973: Ma kardan ja armastan
- 1974: Varjuring ümber tule
- 2003: Ajasära

### Barnböcker
- 1981: Kaarini ja Eeva raamat
- 1984: Unenäoraamat